# Hữu Loan
Hữu Loan (2 tháng 4 năm 1916 – 18 tháng 3 năm 2010) là một nhà thơ Việt Nam, đồng niên với nhà thơ Xuân Diệu. Quê ông tại xã Nga Lĩnh, huyện Nga Sơn, tỉnh Thanh Hóa.

## Tiểu sử
Hữu Loan tên đầy đủ là Nguyễn Hữu Loan; Bút danh: Hữu Loan ; sinh ngày 2 tháng 4 năm 1916 (theo lý lịch, còn có thông tin ông sinh năm 1914) tại quê ở làng Vân Hoàn, xã Nga Lĩnh (nay là xã Nga Phượng), huyện Nga Sơn, tỉnh Thanh Hóa. Ông học thành chung ở Thanh Hóa sau đó đi dạy học và tham gia Mặt trận Bình dân năm 1936, tham gia Việt Minh ở thị xã Thanh Hóa (nay là thành phố Thanh Hóa). Năm 1943, ông về gây dựng phong trào Việt Minh ở quê và khi cuộc Cách mạng Tháng Tám nổ ra, ông làm Phó Chủ tịch Ủy ban Khởi nghĩa huyện Nga Sơn. Trước năm 1945, ông đã từng là cộng tác viên trên các tập san Văn học, xuất bản tại Hà Nội . Sau Cách mạng tháng Tám, ông được cử làm Ủy viên Văn hóa trong Ủy ban hành chính lâm thời tỉnh Thanh Hóa, phụ trách các ty: Giáo dục, Thông tin, Thương chính và Công chính. Kháng chiến chống Pháp, Hữu Loan tham gia quân đội Nhân dân Việt nam, phục vụ trong Đại đoàn 304.
Sau năm 1954, ông làm việc tại Báo Văn nghệ trong một thời gian. Trong thời gian 1956-1957, ông tham gia Phong trào Nhân Văn – Giai Phẩm do nhà văn Phan Khôi chủ trương. Sau khi phong trào này bị dập tắt vào năm 1958, nhà thơ Hữu Loan phải đi học tập chính trị, tiếp đó ông về quê sinh sống. Ông sống bằng nhiều nghề như đẩy xe cút kít, khai thác đá, làm bún. Cuối đời ông về sống tại quê nhà ở tỉnh Thanh Hóa
Ông nổi tiếng với bài thơ Màu tím hoa sim do ông sáng tác trong thời gian tham gia kháng chiến chống Pháp và được lưu hành rộng rãi trong vùng kháng chiến. Ông từ trần vào lúc 19h00 ngày 18 tháng 3 năm 2010 tại quê nhà, hưởng thọ 95 tuổi (tuổi mụ hay còn gọi là tuổi âm).

## Tác phẩm
Hữu Loan để lại khoảng 60 bài thơ trước lúc ông mất. Tuy nhiên chưa xuất bản tập thơ nào, dưới đây là một số bài thơ đã được phổ biến của ông:
- Cũng những thằng nịnh hót
- Đèo Cả
- Đêm
- Màu tím hoa sim
- Hoa lúa
- Ngày mai
- Thánh mẫu hài đồng
- Tình Thủ đô
- Yên mô

## Đánh giá
Nhật Chung: 
| “ | Hữu Loan là người ẩn tướng. Thoạt nhìn, rất khó đoán định nội lực của con người vừa có dáng tiên phong đạo cốt vừa có vẻ một tiều phu núi xanh này. Thì đúng, Hữu Loan đã từng làm công việc nặng hơn việc một tiều phu: ông thồ xe chở đá độ nhật và nuôi cả gia đình trong thời gian khổ và đau đớn... Ông xa xôi như hình bóng một tiên ông, lại gần gũi như một người nông dân vừa xong buổi cày. Thiên lý ấy lại gần trong gang tấc. | ” |

Thơ Hữu Loan thường làm theo thể tự do, có âm điệu giàu nhạc tính để chuyển tải tâm sự vì thế những bài thơ hiếm hoi đã được phổ biến của ông đều sống trong lòng độc giả. Nói đến Hữu Loan là người ta nhớ đến Màu tím hoa sim, bài thơ xuất phát từ là nỗi lòng của riêng ông nhưng gây xúc động và nhận được sự đồng cảm của người đọc. Bài thơ đã được các nhạc sĩ Dũng Chinh, Phạm Duy, Anh Bằng phổ nhạc. Vào tháng 10 năm 2004, Màu tím hoa sim đã được Công ty Cổ phần Công nghệ Việt (viết tắt: ViTek VTB) mua bản quyền với giá 100 triệu đồng.

Nhà thơ Hữu Thỉnh - Chủ tịch Hội Nhà văn Việt Nam (Điếu văn tiễn biệt Nhà thơ Hữu Loan): 
| “ | Ông ra đi thanh nhàn, nhẹ nhõm và mãn nguyện như vừa chở xong một chuyến xe đá giữa bà con xóm giềng. Những người như ông không bao giờ coi cái chết là trút xong một món nợ đời, mà chính là bước sang một thế giới khác sinh sinh, hóa hóa vô thường. Thế hệ đời sau nhớ mãi một nhà thơ chiến sĩ, nhớ mãi thi nhân chở đá xây đời. | ” |

## Gia đình
Hữu Loan kết hôn hai lần, lần thứ nhất vào đầu năm 1949 với bà Lê Đỗ Thị Ninh, là con gái của nguyên Tổng thanh tra nông lâm xứ Đông Dương Lê Đỗ Kỳ, Đại biểu Quốc hội khoá đầu tiên của nước Việt Nam dân chủ cộng hòa (năm 1946). Hữu Loan quen biết bà Ninh khi ông còn học college Đào Duy Từ, Thanh Hóa. Ông đã làm gia sư dạy mấy người anh trai và sau đó là bà Ninh. Tháng 5 năm 1949, bà Ninh mất (do chết đuối) khi mới 16 tuổi và bài thơ Màu tím hoa sim ra đời. Sau đó ông kết hôn với bà Phạm Thị Nhu, con một gia đình đại địa chủ bị tịch thu gia sản trong Cải cách ruộng đất, bài thơ Hoa lúa (1955) chính là bài thơ viết tặng người vợ thứ hai này.